# دایکی آسادا
دایکی آسادا (انگلیسی: Daiki Asada؛ زادهٔ ۵ آوریل ۱۹۸۹) بازیکن فوتبال اهل ژاپن است.